# 三宮武夫
三宮 武夫（さんのみや たけお、1921年10月15日 - 2007年11月13日）は日本の実業家。

## 来歴・人物
1921年、神奈川県大磯町にて出生。1942年、明治大学専門部卒業。
日本曹達入社後は、事業の柱のひとつとなるアグリビジネスなどを手掛け、現在に至る全国農業協同組合連合会との事業基盤などを築き上げた。
昭和期の十五大財閥の1つである、日曹コンツェルン（GHQによる財閥解体前の傘下企業数は42社）の中核企業であった日本曹達は、歴代トップが中央官僚トップ階層の天下りや、メインバンクであった日本興業銀行出身者などが主だったが、三宮は1983年に内部昇格により第10代社長に就任。後に会長となった。
2007年、死去。